# Porte-clefs

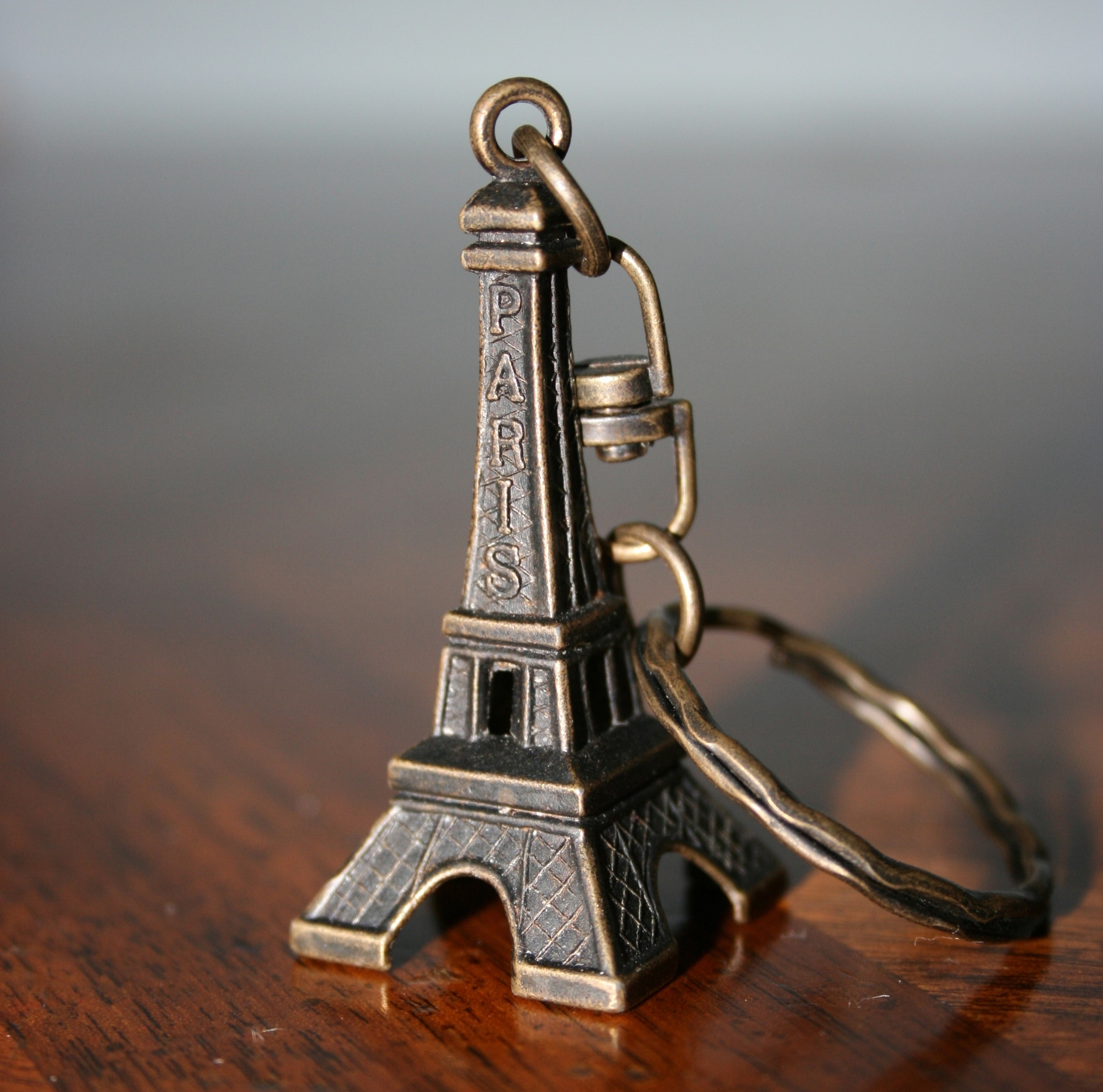
Des reproductions de monuments sont souvent présentées sous forme de porte-clé et de souvenir, comme celui-ci représentant la Tour Eiffel.

Un porte-clefs, porte-clef, porteclef, porte-clés, porte-clé ou porteclé est un accessoire servant à rassembler en un faisceau unique plusieurs clés d'usage et de forme différentes, ou à permettre d'ajouter une étiquette à une clé, ou encore à éviter la perte d'une clé en lui ajoutant un objet d'un certain poids ou d'un certain volume, ou un flotteur.

## Description

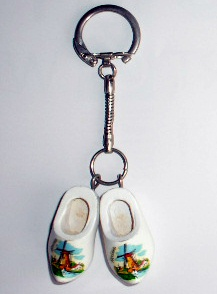
Porte-clé à genouillère, avec chaînette de mailles serpent.

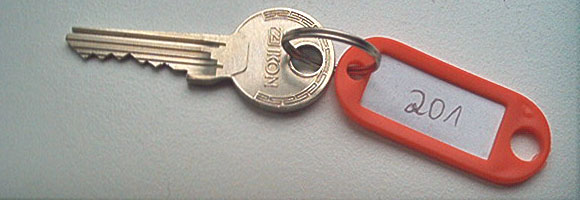
Porte-clé avec étiquette.

Dans sa forme la plus élémentaire, le porte-clefs est un simple anneau brisé.
L'attache de porte-clefs est composée d'un anneau brisé ou d'une boucle d'attache avec un mécanisme de fermoir, de type genouillère ou mousqueton, et d'une chaînette de quelques anneaux ou de mailles serpent, au bout de laquelle est attaché  un objet, figurine, souvenir, gadget publicitaire, bricolage (pomme de touline par exemple), arme de défense (Kubotan) ou véritable bijou. En Chine, à Qingdao, à l'occasion des Jeux olympiques d'été de 2008, on a même vendu des porte-clés avec un petit sachet scellé, portant le dessin de la mascotte rouge des Jeux, HuanHuan, et contenant un minuscule poisson rouge vivant dans un peu d'eau.
L'anneau peut aussi être pourvu d'une étiquette mentionnant un nom ou un numéro pour identifier la clé, d'un tour de cou (souvent utilisé comme support publicitaire) ou d'un mousqueton permettant de l'attacher à une ceinture par exemple.

## L’histoire du porte-clé
Le porte-clé, né de la nécessité d’organiser et de transporter des clés, remonte à l’Antiquité. D’abord utilitaire, il a évolué au fil des siècles, adoptant des designs décoratifs au XIXe siècle. Au XXe siècle, il devient un support publicitaire prisé, un souvenir de voyage et un accessoire multifonction. Aujourd’hui, il se décline en versions écologiques, personnalisées ou connectées, alliant utilité et style. Cet objet du quotidien reste un indispensable, mêlant praticité, innovation et personnalisation.

## Collection

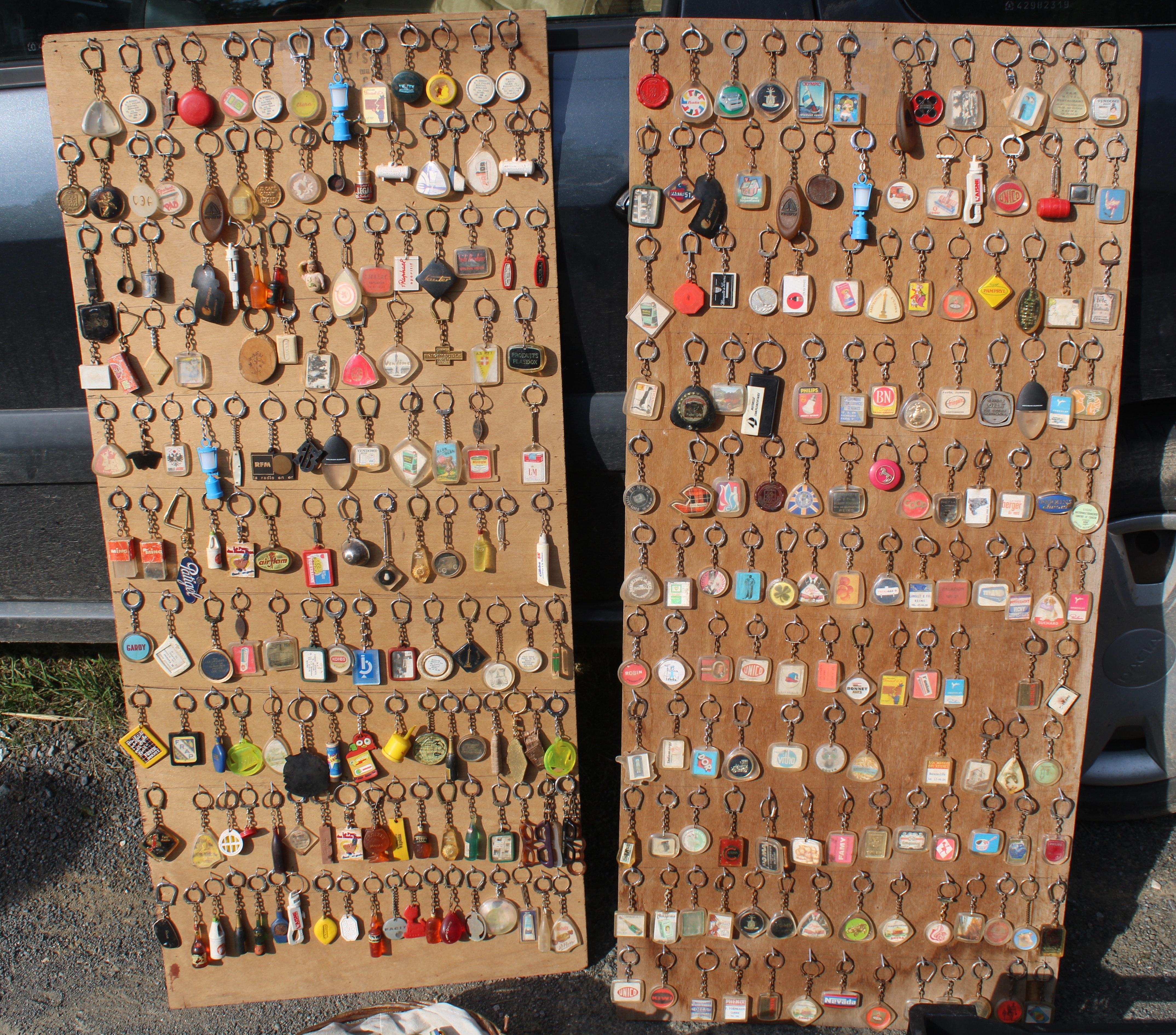
Collection de porte-clés publicitaires des années 1960.

Les porte-clés servant de support publicitaire, leur collection devint une toquade des années 1960 et 1970. Avec la popularisation des matières plastiques, ils se sont multipliés au service des marques. Un nom a été créé pour cet engouement : la copocléphilie.
De nombreux porte-clés publicitaires, devenus objets de collection très prisés, ont été produits entre 1950 et 1974 par la SA Bourbon Industrie à Saint-Lupicin dans le Jura.

## Galerie

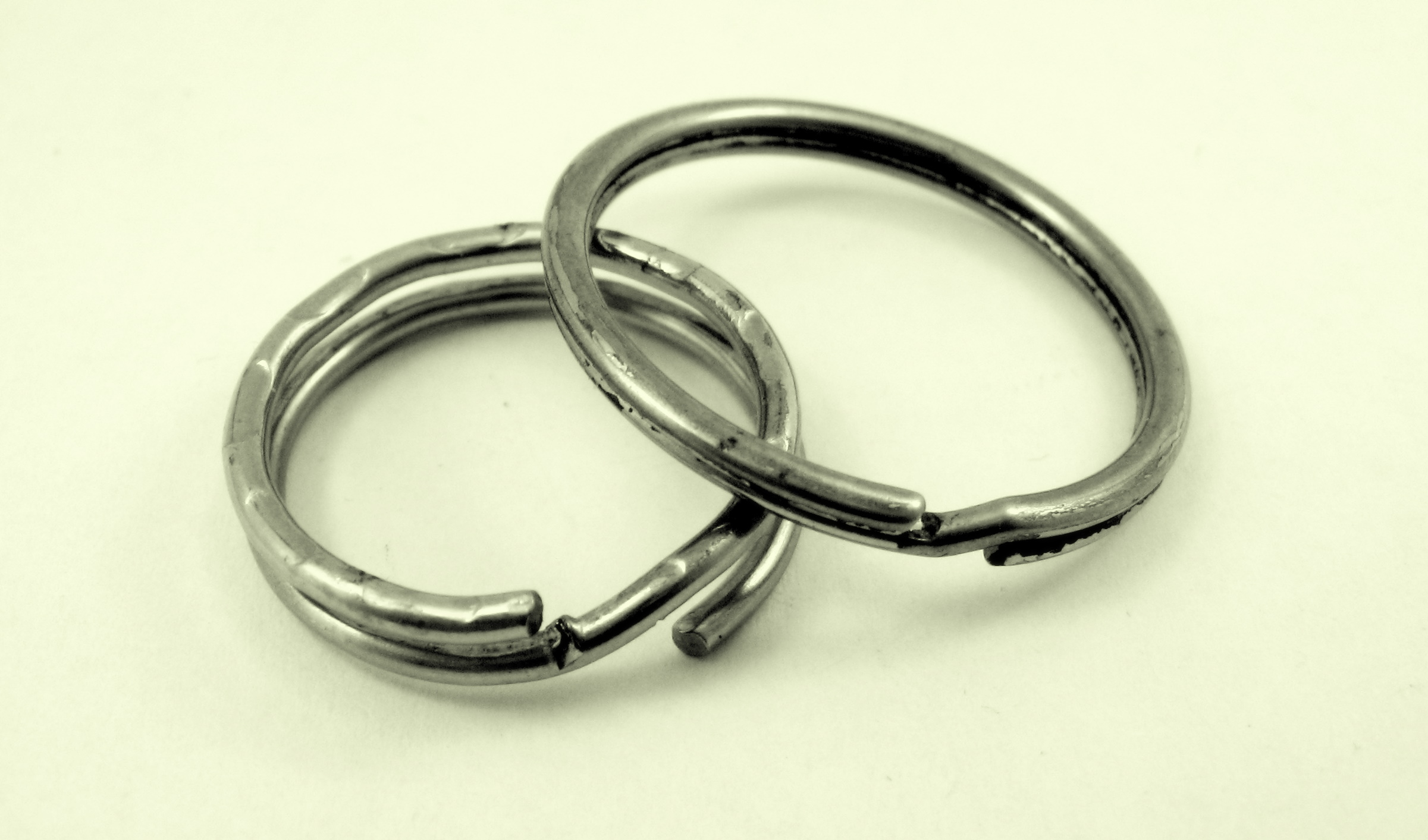
Anneaux porte-clé (Anneau brisé)
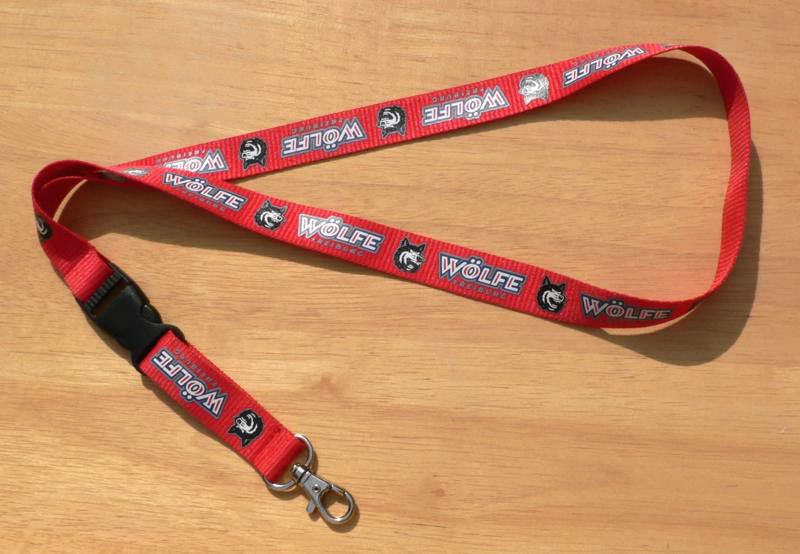
Tour de cou
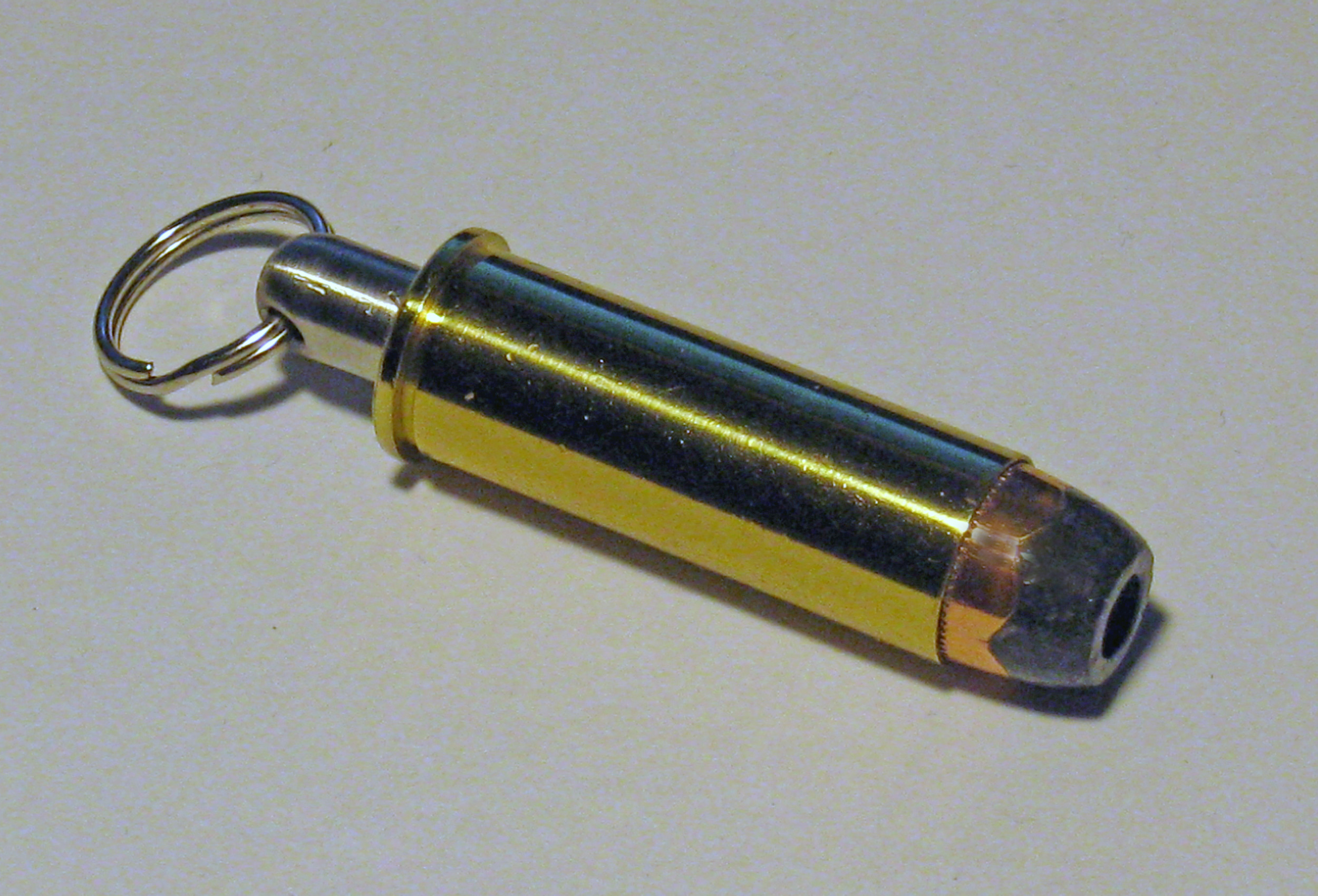
Porte-clé militaire